# Parque das Nações Indígenas
Parque das Nações Indígenas är en park i Brasilien.   Den ligger i kommunen Campo Grande och delstaten Mato Grosso do Sul, i den södra delen av landet, 900 km sydväst om huvudstaden Brasília. Parque das Nações Indígenas ligger 583 meter över havet.
Terrängen runt Parque das Nações Indígenas är platt. Runt Parque das Nações Indígenas är det ganska tätbefolkat, med 248 invånare per kvadratkilometer.. Närmaste större samhälle är Campo Grande, 7,7 km väster om Parque das Nações Indígenas.
Runt Parque das Nações Indígenas är det i huvudsak tätbebyggt.